# ایتاگا (تانزانیا)
ایتاگا (به لاتین: Itaga) یک کوه در تانزانیا است که در استان تابورا واقع شده‌است.